# Hamza El Wasti
Hamza El Wasti (en arabe : حمزة الواسطي), né le 1er janvier 1995 à Casablanca, est un footballeur marocain évoluant au poste de milieu de terrain au SCCM de Mohammédia.

## Biographie

### En club
Hamza El Wasti intègre le centre de formation du Wydad Athletic Club et débute le football professionnel en 2015, faisant deux entrées en jeu. Il parvient à marquer un but lors de la saison 2015-2016.
Le 30 juillet 2017, il est prêté pendant une saison au Racing de Casablanca en Botola Pro. Il s'y impose en tant que joueur titulaire et dispute 21 matchs pour un seul but. De retour au Wydad, il figure régulièrement sur la liste des convoqués pour les matchs de championnats mais entre rarement en jeu.
Le 1 août 2019, il signe un contrat de trois ans au SCCM de Mohammédia en D2 marocaine. Avec cette équipe, il parvient à finir la saison vice-champion de la Botola 2 et se voit promu en Botola Pro pour la saison 2020-2021.

### En sélection
Le 31 janvier 2020, Hamza El Wasti est convoqué par Houcine Ammouta en équipe du Maroc A' pour un stage de préparation à la CHAN 2020. Le joueur ne sera finalement pas retenu dans la liste définitive.

## Statistiques

### Statistiques détaillées
| Saison                | Club                  | Championnat           | Championnat | Championnat | Championnat | Coupe(s) nationale(s) | Coupe(s) nationale(s) | Coupe(s) nationale(s) | Compétition(s) continentale(s) | Compétition(s) continentale(s) | Compétition(s) continentale(s) | Compétition(s) continentale(s) | Total | Total | Total |
| Saison                | Club                  | Division              | M.          | B.          | P.d.        | M.                    | B.                    | P.d.                  | Comp.                          | M.                             | B.                             | P.d.                           | M.    | B.    | P.d.  |
| 2015-2016             | Wydad Athletic Club   | Botola Pro            | 2           | 1           | 0           | -                     | -                     | -                     | -                              | -                              | -                              | -                              | 2     | 1     | 0     |
| 2016-2017             | Wydad Athletic Club   | Botola Pro            | 2           | 0           | 0           | -                     | -                     | -                     | -                              | -                              | -                              | -                              | 2     | 0     | 0     |
| 2017-2018             | Racing de Casablanca  | Botola Pro            | 21          | 1           | 0           | -                     | -                     | -                     | -                              | -                              | -                              | -                              | 21    | 1     | 0     |
| 2018-2019             | Wydad Athletic Club   | Botola Pro            | 2           | 0           | 0           | -                     | -                     | -                     | C1                             | 1                              | 0                              | 0                              | 3     | 0     | 0     |
| 2019-2020             | SCCM de Mohammédia    | Botola 2              | 12          | 2           | 0           | 1                     | 0                     | 0                     | -                              | -                              | -                              | -                              | 13    | 2     | 0     |
| 2020-2021             | SCCM de Mohammédia    | Botola Pro            | 5           | 0           | 0           | 1                     | 0                     | 0                     | -                              | -                              | -                              | -                              | 6     | 0     | 0     |
| Total sur la carrière | Total sur la carrière | Total sur la carrière | 44          | 4           | 0           | 1                     | 0                     | 0                     | -                              | 1                              | 0                              | 0                              | 46    | 4     | 0     |

## Palmarès

### En club
| Wydad AC - Championnat du Maroc (2) : - Champion : 2016-17 et 2018-19. - Vice-champion : 2015-16. - Ligue des champions de la CAF : - Vice-champion : 2018-19. |  | SCCM de Mohammédia - Championnat du Maroc D2 : - Vice-champion : 2019-20. |